# Giovanni Carnicella
Giovanni Giuseppe Walter Carnicella (30 gennaio 1949 – Molfetta, 7 luglio 1992) è stato un politico italiano sindaco di Molfetta.

## Biografia
Nato nel 1949 fu impiegato presso la Regione Puglia e poi direttore amministrativo USL BA/6. Attivo politicamente nelle file della Democrazia Cristiana, fu assessore comunale di Molfetta al Personale, ai Contratti ed Appalti ed ai Servizi Sociali. Dal 1989 era anche Segretario Provinciale della DC. Il 14 febbraio 1992 diviene sindaco della città. Il 7 luglio 1992 il sindaco venne assassinato, con un colpo di fucile a canne mozze nei pressi del palazzo comunale della città. L'assassino, tale Cristoforo Brattoli, è un impresario che si era visto negare dal Comune il permesso per organizzare in città un concerto del cantante Nino D'Angelo.

## Onorificenze
Alla memoria di Carnicella, l'amministrazione comunale di Molfetta, ha intitolato l'aula consiliare , una via cittadina e una scuola primaria